# 施派爾科技博物館
施派爾科技博物館（德文：Auto- und Technik Museum Sinsheim）是位於德國萊茵蘭-普法爾茨州施派爾市的一間博物館。

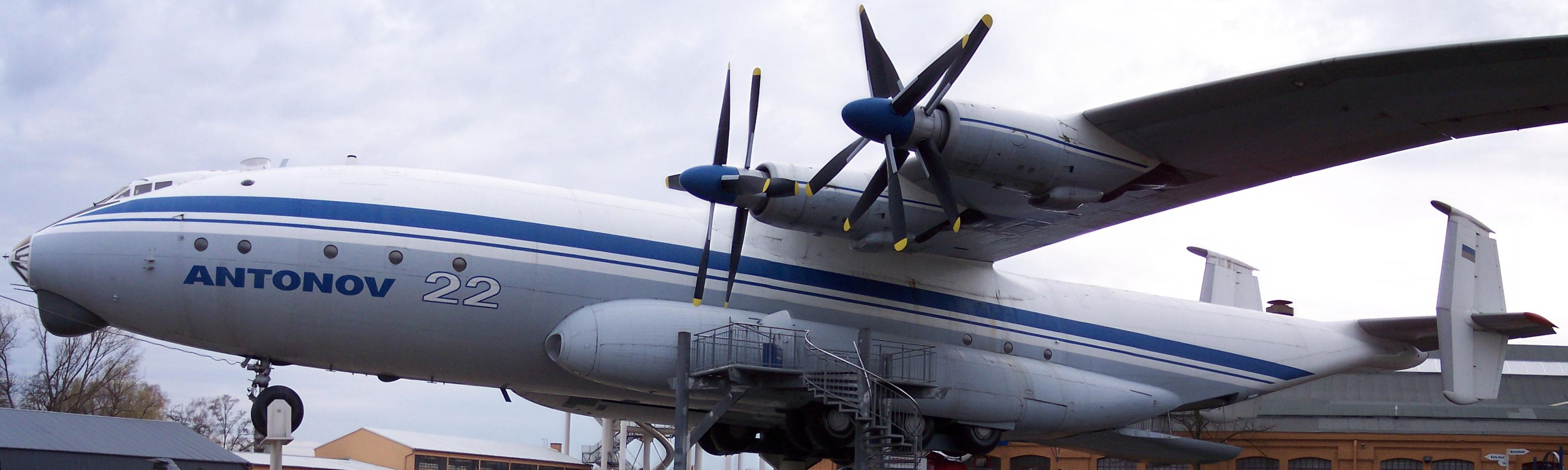
在科技博物館中的An-22

## 歷史
施派爾科技博物館於1991年開幕，是辛斯海姆汽車和技術博物館的子博物館，並且與後者結盟為「辛斯海姆汽車和技術博物館聯盟」（Auto & Technik Museum Sinsheim e.V.）來營運這兩個博物館。該博物館建築的前身是一棟建築於1913年的工廠。直到2004年為止，該博物館已經收藏了超過兩千件展示品，而其戶內與戶外的展示空間總共超過150,000 m²。該博物館每年吸引了超過五十萬的遊客。而除了展覽區之外，施派爾科技博物館還有一個巨大的22m x 27mIMAX圓頂影院。

## 有代表性的展覽品

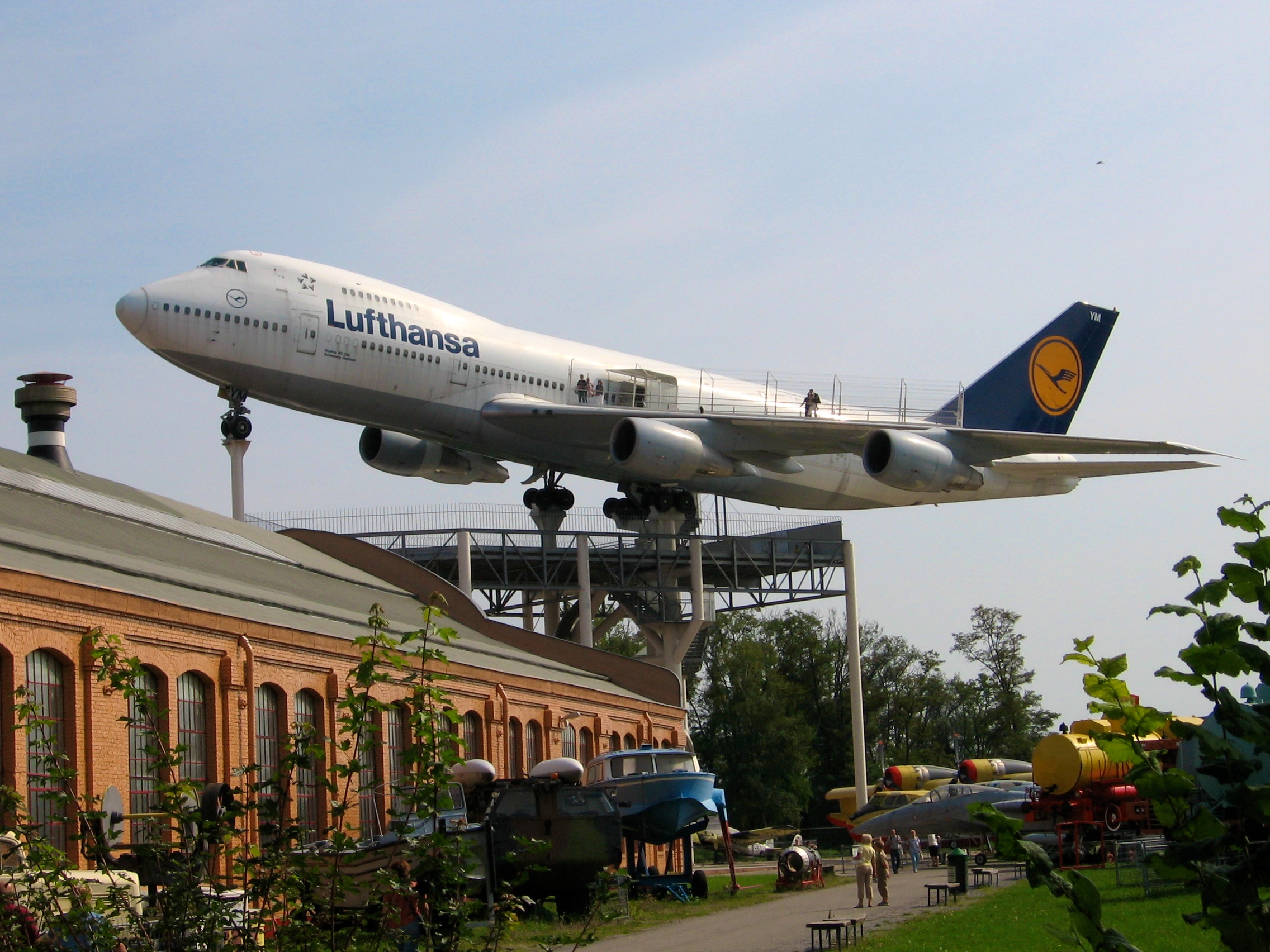
位於利勒廳（Liller hall）展示的波音747

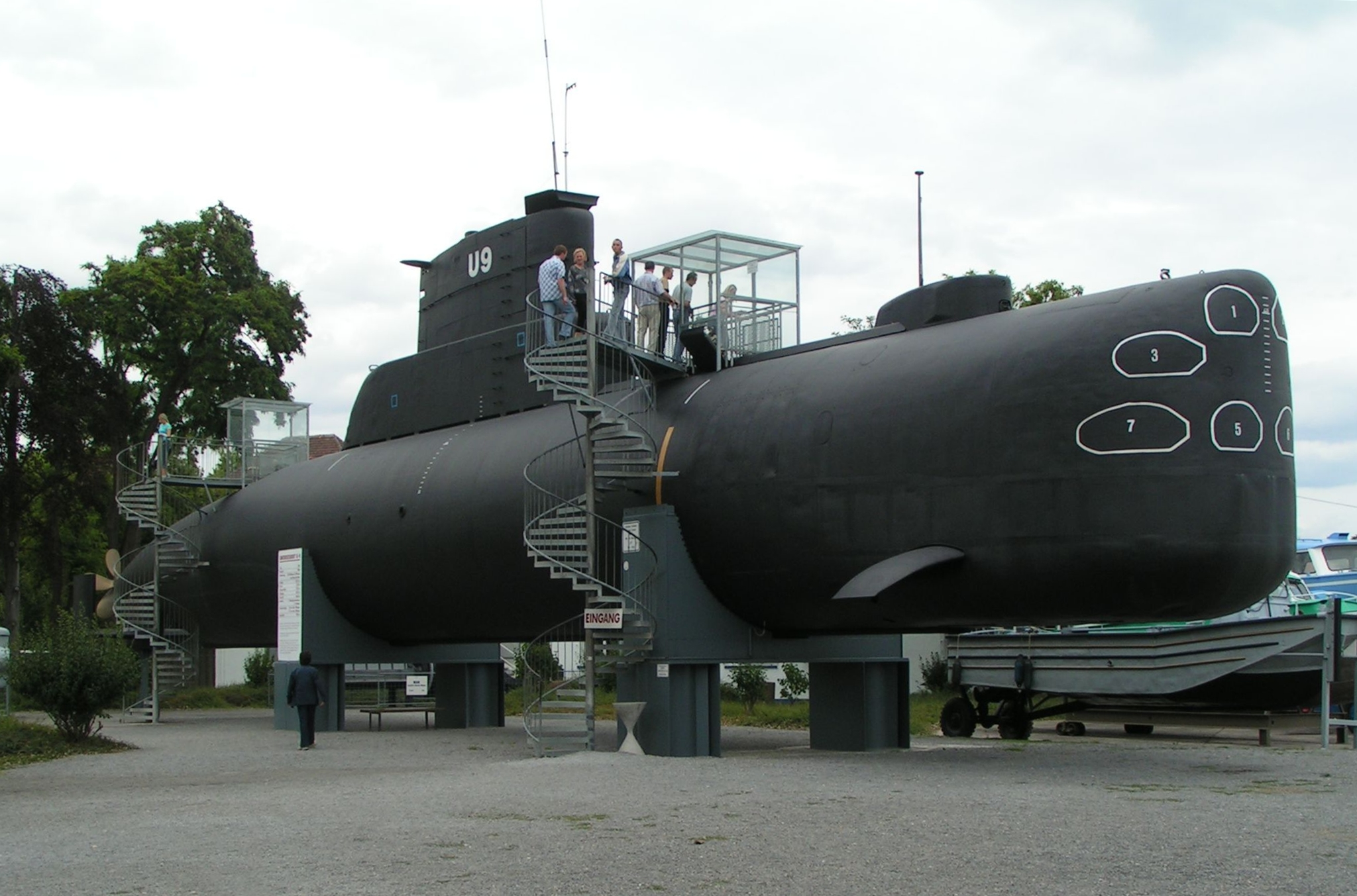
在科技博物館展示的德國海軍U9號潛艇

2002年春天，德國漢莎航空捐了一台已經退役的波音747飛機給施派爾科技博物館，目前已經開放給遊客參觀。2008年春天，一架俄國的暴風雪號太空梭被運到這個科技博物館，成為另一個有代表性的展示品。其他重要受注目的展品如凱利家族（The Kelly Family）的船屋「Sean o'Kelley」或是德國海軍的U9號潛艇。
有代表性的展示品如下列表：
- 波音747
- 暴風雪號太空梭
- 安托諾夫 An-22（Antonov An-22）
- U9號潛艇
- 船屋「Sean o'Kelley」
- 一些種類的航空飛行器

## 其他展覽品

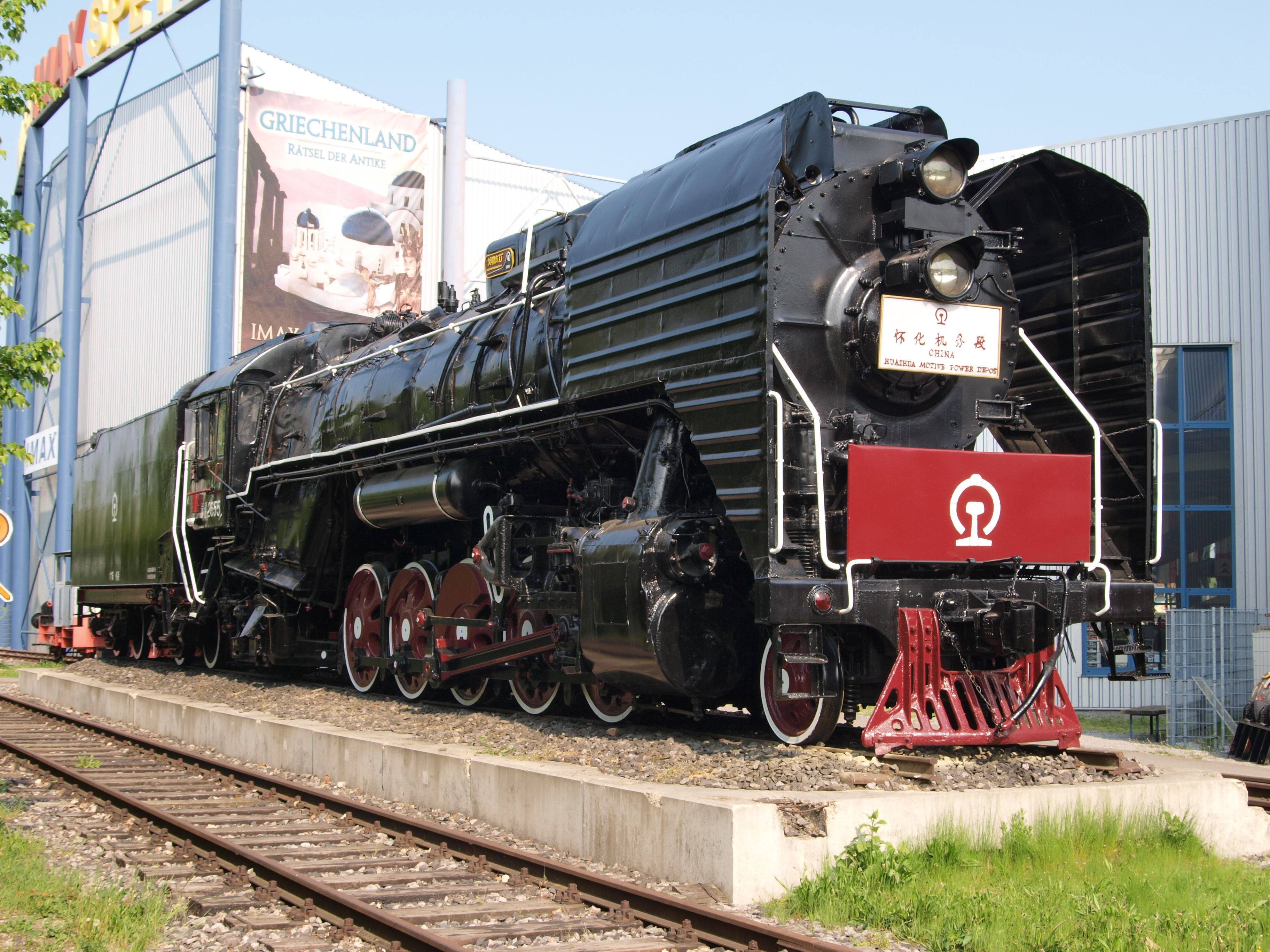
施派爾科技博物館外的2655号前进型蒸汽机车

施派爾科技博物館的展覽品除了上述代表性的展品之外，還有下列各種展覽品：
- 消防車
- 風琴
- 老爺車
- 直升機
- 軍機
- 摩托車
- 火車頭
- 海事博物館（Maritime museum）的相關展品
- 微縮模型博物館的相關展品
- 威廉建築（Wilhelmsbau）：一種分離式的建築，可以展示許多很少見的物件，包括歷史時尚服裝、武器、寶石、娃娃與玩具、制服與自動樂器等等。

## 相關圖片
此處僅列部分有代表性的展覽品圖片，其他施派爾科技博物館展品的圖片請至維基共享欣賞：

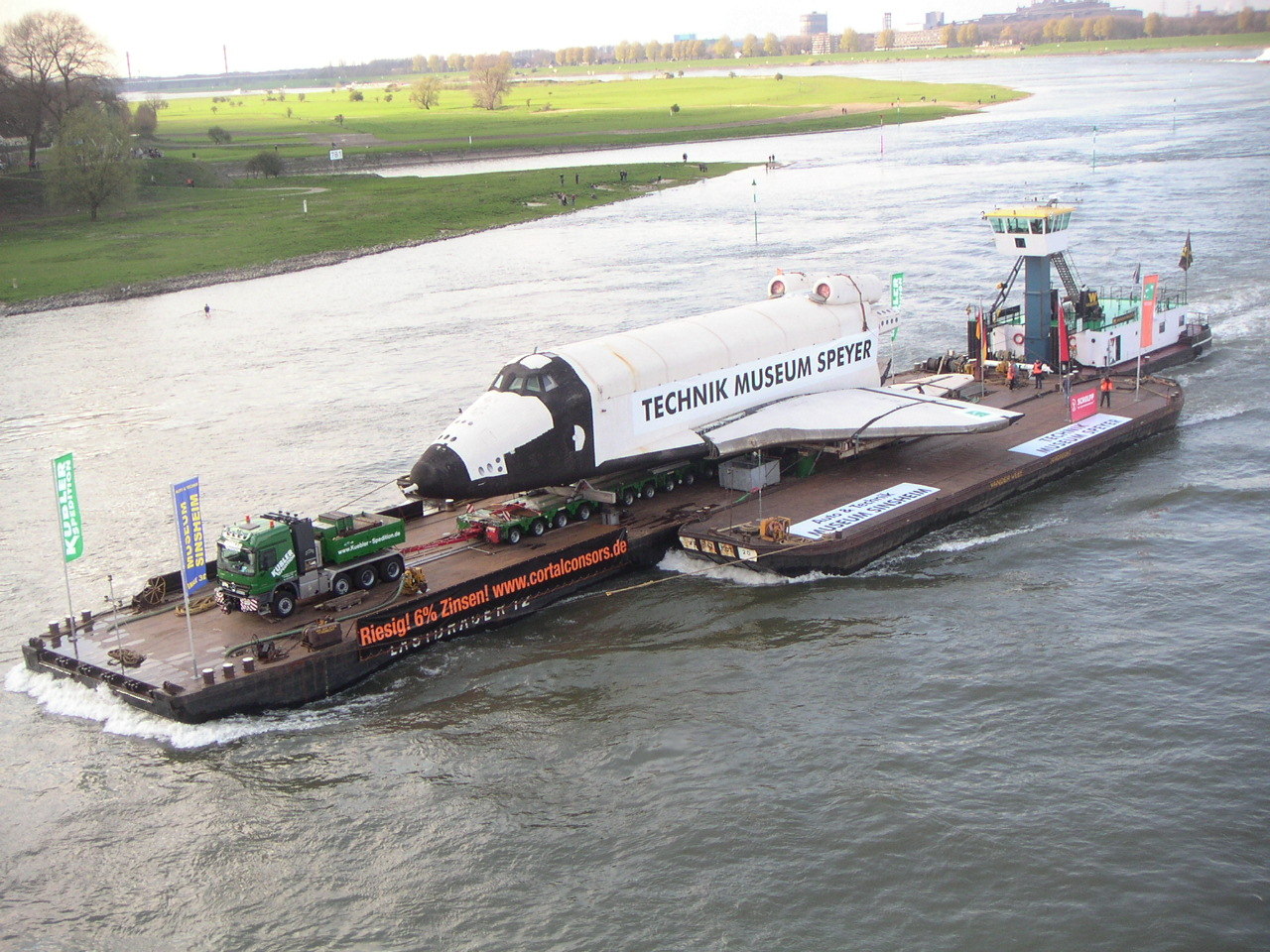
正在被運到施派爾科技博物館的暴風雪號太空梭，其將於該館公開展示
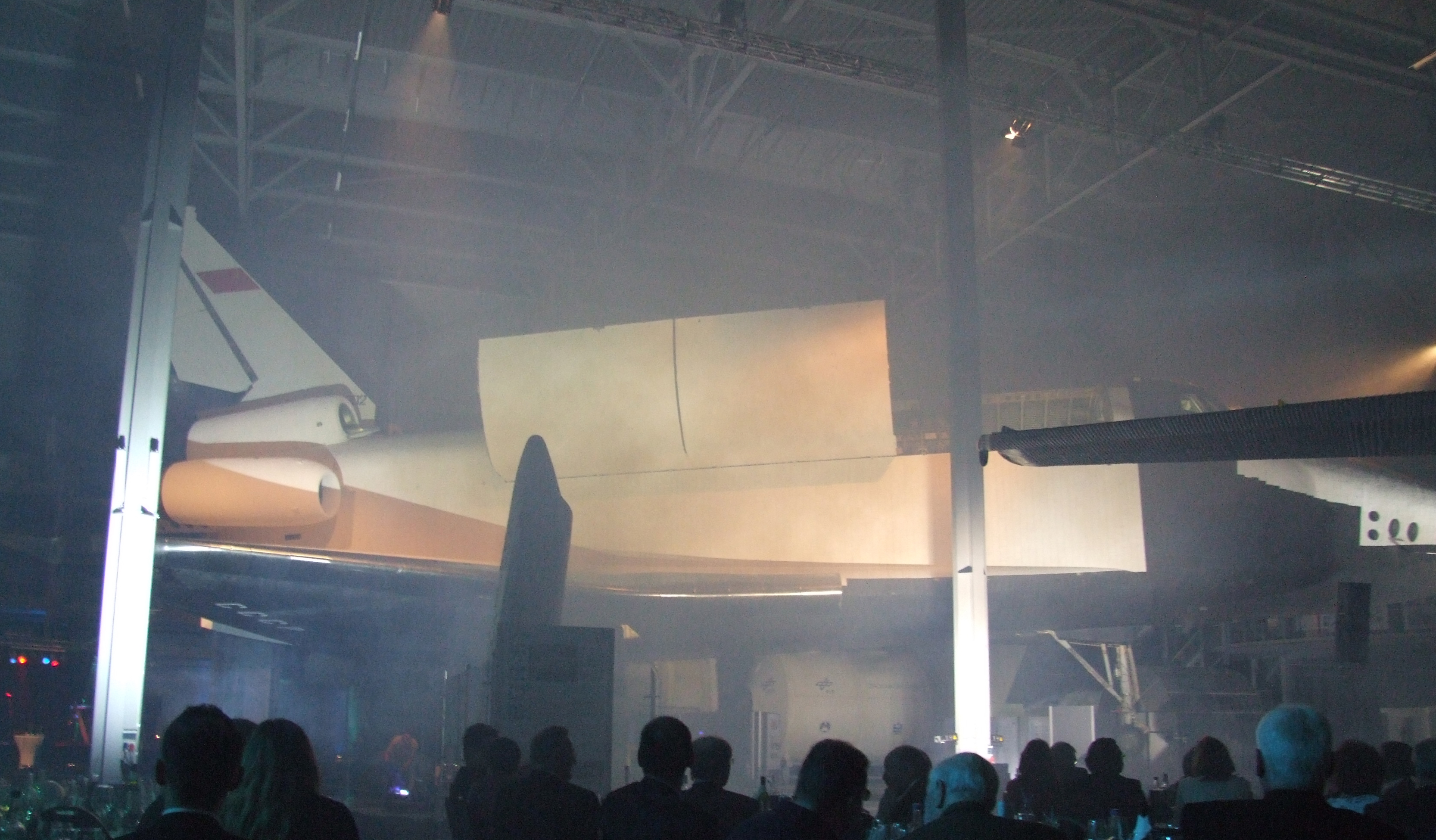
暴風雪號太空梭OK-GLI於2008年10月的展覽
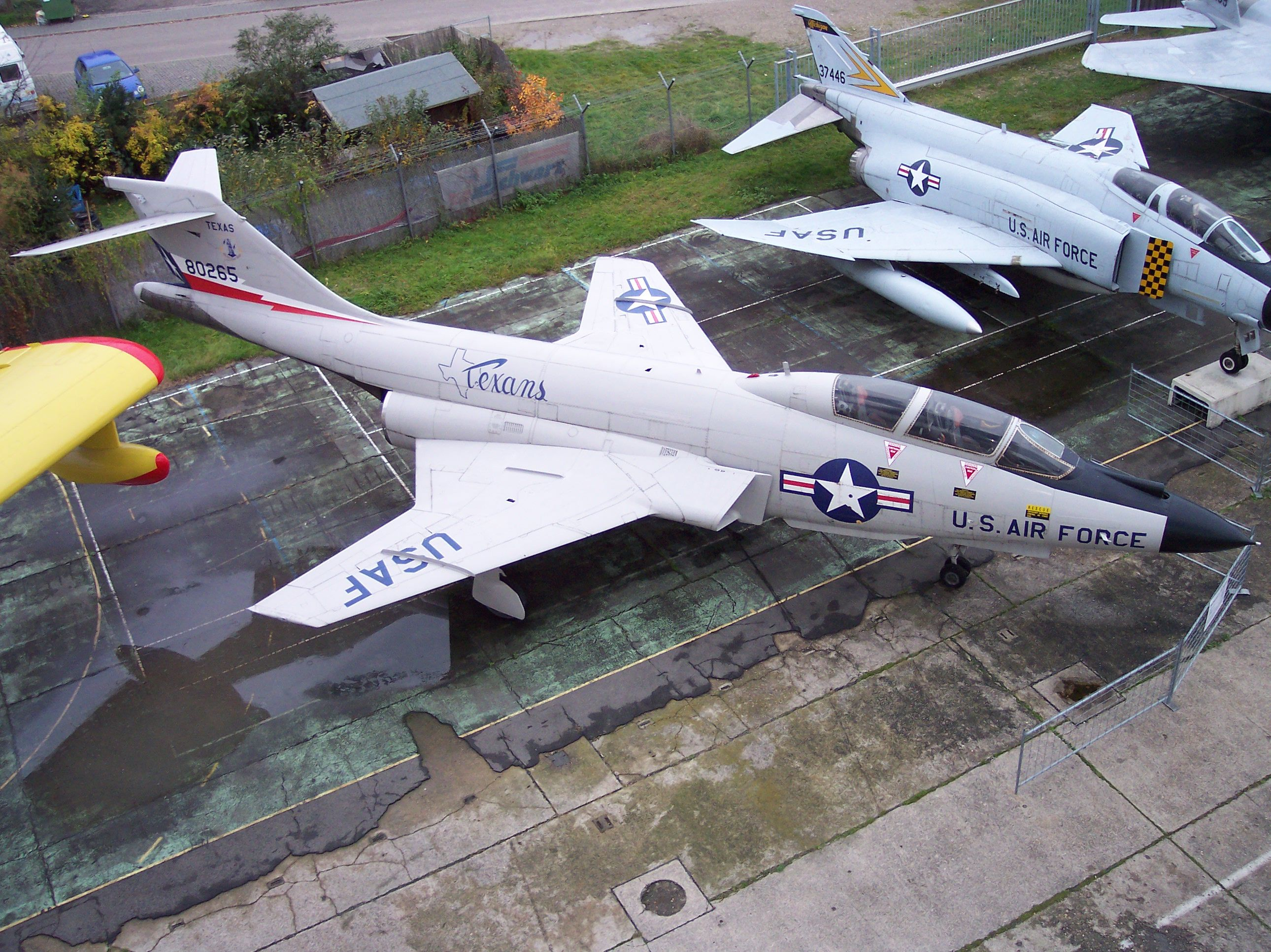
麥克唐納F-101巫毒戰鬥機（F-101 Voodoo）
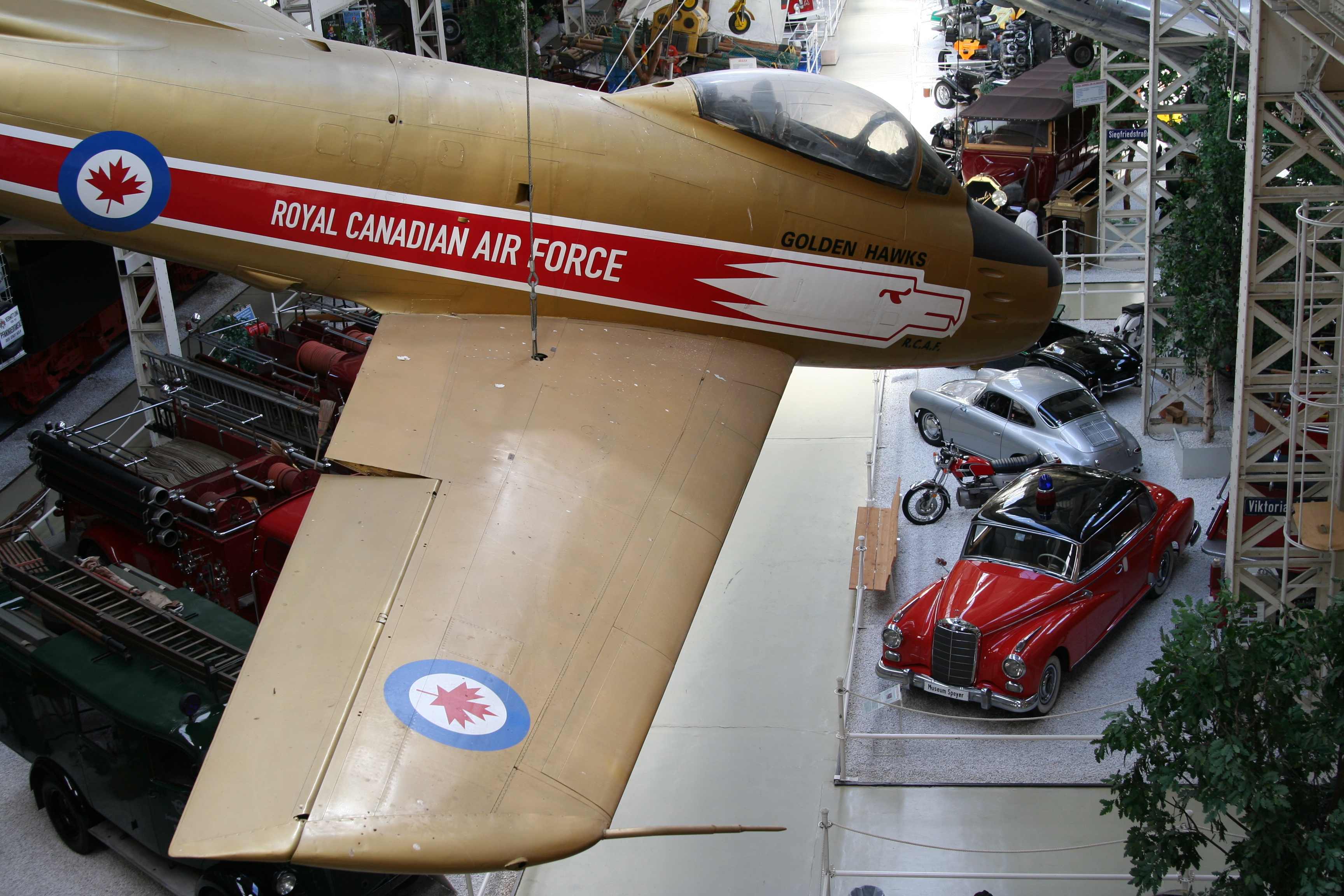
選掛在施派爾科技博物館中展出的加拿大皇家空軍（Royal Canadian Air Force）F-86軍刀戰鬥機